# 班代兰蒂斯
班代兰蒂斯是巴西巴拉那州的一个市镇。总面积447.617平方公里，总人口33089人，人口密度73.9人/平方公里。